# Ojców
Ojców je vesnice ve gmině Skała v okrese Krakov v Malopolském vojvodství v jižním Polsku.

## Historie
První písemná zmínka o Ojcowě pochází z roku 1370. V období Polského království již existovala gmina Ojców a středověký hrad. Činnost lázní sahá až do roku 1855 a v letech 1928 až 1966 měl Ojców statut lázní veřejně prospěšného charakteru.
V období Lednového povstání (polsky Powstanie styczniowe), proti Ruskému impériu v letech 1863 až 1864 zde probíhaly boje. V letech 1975 až 1998 se Ojców nacházel v dnes již zaniklém Krakovském vojvodství. Od roku 1999 se Ojców nachází v Malopolském vojvodství. V současnosti je významným turistickým cílem a sídlem ředitelství Ojcowského národního parku.

## Zajímavosti[4]
- Ojców (hrad) – ruiny hradu
- Muzeum Ojcowskiego Parku Narodowego
- Bývalý lázeňský park
- Muzeum etnograficzne PTTK
- Kaple „Na Wodzie”
- Jeskyně Jaskinia Ciemna a Jaskinia Łokietka
- dřevěnice
- Brama Krakowska
- Dolina Sąspowska

## Členění vesnice Ojców
Bukówki, Czyżówki, Kolencin, Prądnik Ojcowski, Sąspówka-Kąty, Zazamcze a Złota Góra.